# Rio Cadeia
Le rio Cadeia est un cours d'eau brésilien de l'État du Rio Grande do Sul. 
C'est un affluent de la rive gauche du rio Caí.